# Championnat National du Bénin
Championnat National du Bénin  (sau Benin Premier League), este primul eșalon din sistemul competițional fotbalistic din Benin. 

## Echipele sezonului 2010-11
- AS Dragons FC de l'Ouémé
- ASPAC FC (Cotonou)
- Avrankou Omnisport FC
- Buffles du Borgou FC (Parakou)
- Cavaliers de Nikki
- CIFAS-Bénin
- Dynamo FC (Abomey)
- Mambas Noirs FC (Cotonou)
- Mogas 90 FC
- Panthères FC (Djougou)
- Requins de l'Atlantique FC (Kouhounou)
- Soleil FC (Cotonou)
- Tonnerre d'Abomey FC
- USS Kraké

## Campioane anterioare
| - 1969 : FAD Cotonou - 1970 : AS Porto-Novo - 1971 : AS Cotonou - 1972 : AS Porto-Novo - 1973 : AS Porto-Novo - 1974 : Etoile Sportive Porto-Novo - campionatul nu s-a disputat între 1975 și 1977 - 1978 : AS Dragons FC de l'Ouémé (Porto-Novo) - 1979 : AS Dragons FC de l'Ouémé (Porto-Novo) - 1980 : Buffles du Borgou FC (Parakou) - 1981 : Ajijas Cotonou - 1982 : AS Dragons FC de l'Ouémé (Porto-Novo) - 1983 : AS Dragons FC de l'Ouémé (Porto-Novo) | - 1984 : Lions de l'Atakory (Cotonou) - 1985 : Requins de l'Atlantique FC (Cotonou) - 1986 : AS Dragons FC de l'Ouémé (Porto-Novo) - 1987 : Requins de l'Atlantique FC (Cotonou) - 1988 : nu s-a disputat - 1989 : AS Dragons FC de l'Ouémé (Porto-Novo) - 1990 : Requins de l'Atlantique FC (Cotonou) - 1991 : Postel Sport FC (Porto-Novo) - 1992 : Buffles du Borgou FC (Parakou) - 1993 : AS Dragons FC de l'Ouémé (Porto-Novo) - 1994 : AS Dragons FC de l'Ouémé (Porto-Novo) - 1995 : Toffa Cotonou - 1996 : Mogas 90 FC (Porto Novo) | - 1997 : Mogas 90 FC (Porto Novo) - 1998 : AS Dragons FC de l'Ouémé (Porto-Novo) - 1999 : AS Dragons FC de l'Ouémé (Porto-Novo) - nu a fost nici un campionat oficial în 2000 și 2001 - 2002 : AS Dragons FC de l'Ouémé (Porto-Novo) - 2003 : AS Dragons FC de l'Ouémé (Porto-Novo) - 2004 : neterminat - 2005 : nu s-a disputat - 2006 : Mogas 90 FC (Porto Novo) - 2007 : Tonnerre d'Abomey FC - 2008 : declarat invalid - 2009 : nu s-a disputat - 2010 : ASPAC FC |  |

## Performanțe după club
| Club                       | Titluri | Ultimul titlu |
| -------------------------- | ------- | ------------- |
| AS Dragons FC de l'Ouémé   | 12      | 2003          |
| Mogas 90 FC                | 3       | 2006          |
| Requins de l'Atlantique FC | 3       | 1990          |
| AS Porto-Novo              | 3       | 1973          |
| Buffles du Borgou FC       | 2       | 1992          |
| ASPAC FC                   | 1       | 2010          |
| Tonnerre d'Abomey FC       | 1       | 2007          |
| Toffa Cotonou              | 1       | 1995          |
| Postel Sport FC            | 1       | 1991          |
| Lions de l'Atakory         | 1       | 1984          |
| Ajijas Cotonou             | 1       | 1981          |
| Etoile Sportive Porto-Novo | 1       | 1974          |
| AS Cotonou                 | 1       | 1971          |
| FAD Cotonou                | 1       | 1969          |